# Скорек, Эдвард
Эдвард Скорек (пол. Edward Skorek; род. 13 июня 1943, Томашув-Мазовецки, Лодзинское воеводство) — польский волейболист и волейбольный тренер. Капитан национальной сборной, ставшей в 1974 году чемпионом мира, а в 1976 году — чемпионом Игр XXI Олимпиады.

## Биография
Эдвард Скорек начинал заниматься волейболом в Томашувe-Мазовецком, первым тренером был Эдмунд Воеводский. В 1963 году переехал в Варшаву и поступил в академию физической культуры, до 1968 года выступал за команду академии, в составе которой выиграл два чемпионата Польши (1965, 1966). Окончив учёбу и став магистром физического воспитания, Эдвард продолжил карьеру в варшавской «Легии», с которой также два раза (в 1969 и 1970 годах) становился чемпионом страны. За «Легию» выступал до 1975 года, а в сезоне 1975/76 годов выиграл чемпионат Италии в качестве играющего тренера «Модены».
В 1964 году Эдвард Скорек впервые был вызван в национальную сборную Польши. В период с 1964 по 1976 год он отыграл за неё 284 матча, выступил на трёх Олимпийских играх, был капитаном «золотой» польской сборной на чемпионате мира 1974 года в Мексике и Олимпиаде-1976 в Монреале. От партнёров по команде Скорек получил прозвище Сабля — внезапными силовыми прямыми атакующими ударами он, словно саблей, прошивал блок соперника.
Заслуженный мастер спорта Польши. Награждён Офицерским крестом ордена Возрождения Польши и золотой медалью «За выдающиеся спортивные достижения» (трижды). В 2006 году принят в волейбольный Зал славы в Холиоке.
По окончании игровой карьеры работал тренером в Италии (с «Моденой», «Лорето» и мужской сборной), США и Кувейте (со сборной). В 1990—1992 годах был главным тренером мужской сборной Польши (выиграл с командой летнюю Универсиаду 1991). Руководил «Ченстоховой», которую приводил к победе в национальном чемпионате сезона-1992/93, серебряным (2002/03) и двум бронзовым (2003/04, 2004/05) медалям чемпионата Польши, побеждал в Кубке Польши 1999 года с радомскими «Чарными», тренировал также варшавскую «Политехнику» и преподавал в Варшавском университете. Супервайзер Международной федерации волейбола.

## Результаты выступлений
- Олимпийские игры: 1968 — 5-е место (участвовал в 9 матчах), 1972 — 9-е место (6 матчей), 1976 — чемпион (6 матчей).
- Чемпионаты мира: 1966 — 6-е место, 1970 — 5-е место, 1974 — чемпион.
- Чемпионаты Европы: 1967 — бронзовый призёр, 1971 — 6-е место.
- Кубок мира: 1965, 1973 — серебряный призёр.
- 4-кратный чемпион Польши (1964/65, 1965/66, 1968/69, 1969/70), серебряный (1966/67, 1970/71) и бронзовый (1967/68, 1972/73) призёр чемпионатов Польши.